# Dogic

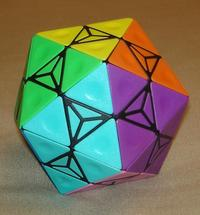
10-цветный Dogic

Dogic ― головоломка, подобная кубику Рубика. Имеет форму икосаэдра и состоит из 80 подвижных частей. Существует две версии головоломки: десятицветная и двенадцатицветная. Первая версия более простая в плане сборки ― по причине меньшего количества возможных перестановок.

## История
Dogic был запатентован Жолтом и Робертом Вечеи в Венгрии 20 октября 1993 года. Патент был выдан 28 июля 1998 года (HU214709). Первоначально головоломка производилась компанией VECSO в двух вариантах под названиями «Dogic» и «Dogic 2».
В 2004 году головоломкой заинтересовался Уве Мефферт, и её начала производить компания Meffert’s. По словам Мефферта, всего было произведено около 2000 головоломок. В период с 2008 по 2021 год доджики приобрести возможно было только через аукционы, так как Мефферт после 2000 экземпляров перестал их выпускать, и они закончились в наличии.
Название головоломки (от слова dog ― «собака», «кусачка») могло быть взято из-за «закусывающих» поворотов киломинкса, которые изначально геометрически невозможны. Киломинксы используют либо прорези между углами (flowerminx), либо их делают через криволинейные разрезы, но в Dogic разрезы внутреннего киломинкса проведены прямыми, из-за чего каждый поворот такой грани закусывает и проходит через другие врезающиеся углы. Однако, данное явление возможно в случае с икосаэдром. Так как, если на мегаминксе продлить на всех деталях все плоскости до максимума, то получится икосаэдр, все плоскости будут сходиться в 12 его вершинах, но не будут проходить друг через друга. Данную фигуру выйдет превратить в ромботриаконтаэдр, но в случае с додекаэдром и одновременно оставить прямые разрезы — такое невозможно.

## Перестановки

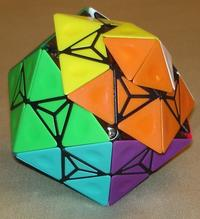
Движение частей головоломки

Теоретический максимум перестановок составляет 60!×20!×3×20 позиций, но этот предел не достигается ни в одной из головоломок по причинам, описанным ниже.

### 12-цветный Dogic
- Возможны только чётные перестановки центров (2)
- Ориентация первых 19 центров определяет ориентацию последнего центра. (319)
- Ориентация некоторых вершин не имеет значения (5!12)
- Ориентация головоломки не имеет значения (60)

Общее количество перестановок равно {\displaystyle {\frac {59!\times 20!\times 3^{19}}{2\times 5!^{12}}}\approx 2.20\times 10^{82}} ― около 22 тредециллиардов.

### 10-цветный Dogic
- Возможны только чётные перестановки центров (2)
- Десять центров визуально идентичны остальным десяти (210)
- Ориентация некоторых вершин не имеет значения (6!10)
- Ориентация головоломки не имеет значения (60)

Это даёт {\displaystyle {\frac {59!\times 20!}{2^{11}\times 6!^{10}}}\approx 4.40\times 10^{66}} ― примерно 4,4 ундециллиона перестановок.